# Kickstarter
Kickstarter è un sito web statunitense creato per fornire finanziamento collettivo per progetti creativi.
Tramite esso sono stati finanziati diversi tipi di imprese, tra cui film indipendenti, videogiochi, musica, spettacoli teatrali, fumetti, giornalismo e imprese legate all'alimentazione.

## Storia
Kickstarter è stato lanciato il 28 aprile 2009 da Perry Chen, Yancey Strickler e Charles Adler. Il New York Times definì Kickstarter «il NEA della gente» e la rivista Time lo nominò una delle Migliori invenzioni del 2010 e Miglior sito web del 2011. Le statistiche riportano che Kickstarter ha raccolto 10 milioni di dollari di finanziamenti da sostenitori come l'impresa newyorkese Union Square Ventures e angel investor come Jack Dorsey, Zach Klein e Caterina Fake. La compagnia ha la sua base nel Lower East Side di Manhattan.
Andy Baio ha funto da chief technical officer del sito fino a novembre 2010, quando s'è unito a Expert Labs. Lance Ivy è stato Lead Developer ("sviluppatore principale") dal momento di lancio del sito.
Da giugno 2015 è possibile creare progetti dall'Italia.
Nel 2021, la società annuncia che sposterà le sue operazioni su una piattaforma di blockchain, rendendola anche open source, così che qualsiasi sviluppatore possa modificarla e apportare il proprio contributo al progetto. Verrà creato un nuovo protocollo, implementato su Celo, il che servirà anche a ridurre l'impatto ambientale.

## Modello
Non è possibile "investire" su progetti Kickstarter per trarne un guadagno in denaro, ma solo "supportare" un progetto in cambio di una ricompensa materiale o un'esperienza unica nel suo genere, come una lettera personale di ringraziamenti, magliette personalizzate, una cena con un autore, o il primo collaudo di un nuovo prodotto.
Come altre piattaforme di finanziamento collettivo, Kickstarter facilita la raccolta di risorse monetarie dal pubblico generico, un modello che aggira molte strategie tradizionali di investimento. I creatori del progetto scelgono una data di scadenza e un minimo di fondi da raggiungere. Se il minimo prescelto non è raggiunto entro la scadenza, i fondi non sono raccolti (sistema noto come provision point mechanism). Il denaro impegnato dai donatori è raccolto tramite Amazon Payments. Un progetto può essere finanziato da qualunque parte del mondo, ma può essere aperto solo da persone residenti in uno tra alcuni Paesi (come Italia e Stati Uniti) e almeno diciottenni, e che posseggano un regolare indirizzo, conto bancario, documento d'identità e carta di credito o di debito per quel Paese. La compagnia ha annunciato che la piattaforma avrebbe aperto anche nel Regno Unito nel luglio 2012.
Kickstarter guadagna il cinque percento dei fondi raccolti, e Amazon addebita un ulteriore tre-cinque percento del totale. A differenza di molti forum per la raccolta fondi o l'investimento, Kickstarter non reclama alcun diritto di proprietà sui progetti e sulle opere prodotte. Tuttavia, i progetti lanciati sul sito sono permanentemente archiviati e accessibili al pubblico. Dopo che il finanziamento è stato completato, i progetti e i contenuti caricati non possono essere modificati o rimossi dal sito.
Non vi è alcuna forma di garanzia che le persone che propongono un progetto su Kickstarter lo porteranno a termine, né che useranno il denaro raccolto per finanziarlo o che i progetti così completati saranno all'altezza delle aspettative dei sostenitori, e lo stesso Kickstarter è stato accusato di fornire insufficiente controllo di qualità. Kickstarter consiglia agli sponsor di usare il buonsenso al momento di sostenere un progetto, e avverte coloro che propongono un progetto che potrebbero essere citati per danni legali da parte degli sponsor qualora non riuscissero a portare a compimento le opere promesse. I progetti possono fallire anche dopo una raccolta fondi riuscita se gli autori hanno sottostimato i costi totali richiesti o i problemi tecnici da superare.

## Progetti
Il 21 giugno 2012 Kickstarter ha iniziato a pubblicare statistiche sul progetto. Il 22 agosto 2012 il numero di progetti lanciati era 68 224 (di cui 3 772 in corso), con una percentuale di successo del 44,01%. I progetti completati con successo avevano raccolto un totale di 275 milioni di dollari.
Il giro d'affari è cresciuto rapidamente nel corso dei primi anni. Nel 2010, Kickstarter aveva 3 910 progetti riusciti, 27 638 318 $ impegnati e una percentuale di successo del 43%. Nel 2011, le cifre erano salite rispettivamente a 11 836, 99 344 381 $ e 46%.
Il 9 febbraio 2012 ha marcato alcune tappe importanti per Kickstarter. Un docking station creata per l'iPhone da Casey Hopkins divenne il primo progetto Kickstarter a superare il milione di dollari raccolti. Poche ore dopo, un progetto degli sviluppatori di giochi per computer Double Fine Productions per finanziare un nuovo gioco d'avventura (Double Fine Adventure) raggiunse la stessa cifra pur essendo stato lanciato meno di ventiquattr'ore prima, e terminò con oltre tre milioni di dollari raccolti. Questa è stata anche la prima volta in cui Kickstarter ha raccolto oltre un milione di dollari in una sola giornata. Il 18 maggio 2012, il Pebble E-Paper Watch raccolse 10 266 845 $, divenendo così il progetto più finanziato nella storia di Kickstarter.
Nel luglio 2012, il professore di Wharton Ethan Mollick e Jeanne Pi condussero una ricerca su che cosa contribuisce al successo o al fallimento di un progetto Kickstarter. Alcune scoperte chiave dell'analisi: Aumentare l'ammontare della quota minima è associato negativamente con il successo. I progetti che vengono segnalati hanno l'89% di possibilità di riuscire, contro il 30% di quelli non pubblicizzati. Per un progetto medio da 10 000 dollari, un progetto di trenta giorni ha il 35% di possibilità successo, mentre un progetto di sessanta giorni ha il 29% di possibilità, mentre tutto il resto rimane costante.
I dieci maggiori progetti Kickstarter per quantità di denaro raccolto sono elencati sotto. Tra i progetti riusciti, la maggior parte raccoglie tra 1 000 e 9 999 dollari. Questa statistica si riduce a meno della metà nelle categoria Design, Giochi e Tecnologia. Ad ogni modo, la quantità media di fondi raccolti dalle ultime due categorie rimane nel range delle migliaia. C'è una variazione sostanziale nella percentuale di successo per i progetti che ricadono in diverse categorie. Più di due terzi dei progetti di danza completati hanno avuto successo. Al contrario, meno del trenta percento dei progetti di moda completati hanno raggiunto l'obiettivo. La maggior parte dei progetti fallimentari non raggiunge il venti percento del proprio obiettivo, e questa tendenza si applica a tutte le categorie. In effetti, più dell'ottanta percento dei progetti che superano la soglia del venti percento raggiungono il loro obiettivo.

### Categorie
Gli autori assegnano i propri progetti a una delle tredici categorie e trentasei sotto-categorie. Esse sono: Alimentazione, Arte, Danza, Design, Film e Video, Fotografia, Fumetti, Giochi, Moda, Musica, Pubblicazione, Teatro e Tecnologia. Di queste categorie, Film e Video e Musica sono le maggiori, comprendendo oltre la metà dei progetti Kickstarter e avendo raccolto la maggior quantità di denaro. Queste categorie, insieme a Giochi, hanno raccolto oltre la metà del denaro totale.

### Linee guida
Per mantenere il proprio scopo di piattaforma di finanziamento per progetti creativi, Kickstarter ha delineato tre linee guida che tutti gli autori di progetti devono seguire: 1. Gli autori possono solo finanziare progetti; 2. Tali progetti devono ricadere in una delle tredici categorie creative del sito; 3. Gli autori devono evitare gli usi proibiti del sito, tra cui la beneficenza e le campagne di sensibilizzazione. Kickstarter ha richieste addizionali per i progetti di hardware e design del prodotto. Queste comprendono:
- bandire l'uso di rendering fotorealistici e simulazioni dimostrative del prodotto;
- limitare le ricompense a singoli oggetti o a una "collezione ragionevole" di oggetti (a es. un set di lampadine per una casa);
- richiedere un prototipo fisico;
- richiedere un piano di fabbricazione.

Le linee guida sono progettate per rinforzare la posizione di Kickstarter per cui la gente sta sostenendo un progetto, non ordinando un prodotto. Per sottolineare la nozione che Kickstarter è un luogo dove gli autori e il pubblico collaborano, si richiede agli autori di tutte le categorie di descrivere i rischi e le sfide che il progetto dovrà affrontare in fase di produzione.

### Progetti e autori notevoli
Parecchie opere creative sono progredite e hanno ricevuto critiche positive ed elogi dopo essere state finanziate su Kickstarter. Il corto documentaristico Sun Come Up e il documentario Incident in New Baghdad furono entrambi nominati per un Academy Award; i progetti d'arte contemporanea EyeWriter e Hip-Hop Word Count furono scelti per un'esibizione nel Museum of Modern Art nel 2011; il produttore cinematografico Matt Porterfield fu chiamato a proiettare il proprio film Putty Hill al Whitney Biennial nel 2012; il progetto Hypothetical Futures dell'autore Rob Walker fu esibito al tredicesimo International Venice Architecture Biennale; l'album Theater is Evil della musicista Amanda Palmer ha debuttato in decima posizione nella Billboard 200; il designer Scott Wilson ha vinto un National Design Award da Smithsonian's Cooper-Hewitt del National Design Museum a causa del successo del suo progetto TikTok + LunaTik; e circa il dieci percento dei film accettati nei Sundance, SXSW e Tribeca Film Festival sono stati finanziati su Kickstarter.
Molti autori famosi hanno usato Kickstarter per produrre il proprio lavoro, tra cui: i musicisti Amanda Palmer, Daniel Johnston, Stuart Murdoch e Tom Rush; i produttori cinematografici e attori Bret Easton Ellis, Colin Hanks, Ed Begley, Jr., Gary Hustwit, Hal Hartley, Jennie Livingston, Mark Duplass, Matthew Modine, Paul Schrader, Ricki Lake, Whoopi Goldberg e Zana Briski; gli autori e scrittori Dan Harmon, Kevin Kelly, Neal Stephenson e Seth Godin; i fotografi Spencer Tunick e Gerd Ludwig; gli sviluppatori di giochi Tim Schafer e Brian Fargo; il designer Stefan Sagmeister; l'animatore John Kricfalusi; l'illustratore Matthew Inman, famoso per il sito The Oatmeal; l'attore di Star Trek John de Lancie e il comico Eugene Mirman.

### Maggiori progetti per fondi raccolti
| Classifica | Totale (in USD) | Nome del progetto                                           | Autore                   | Categoria       | % finanziato | N. sostenitori | Data di chiusura  |
| ---------- | --------------- | ----------------------------------------------------------- | ------------------------ | --------------- | ------------ | -------------- | ----------------- |
| 1          | 20 338 986      | Pebble Time –Awesome Smartwatch, No Compromises             | Pebble Technology        | Design          | 4 067        | 78 471         | 27 marzo 2015     |
| 2          | 13 285 226      | Coolest Cooler: 21st Century Cooler that's Actually Cooler  | Ryan Grepper             | Design          | 26 570       | 62 642         | 30 agosto 2014    |
| 3          | 12 969 608      | Frosthaven                                                  | Cephalofair Games        | Gioco da tavolo | 2 594        | 83 193         | 01 gennaio 2020   |
| 4          | 12 779 843      | Pebble 2, Time 2 + All-New Pebble Core                      | Pebble Technology        | Design          | 1 277        | 66 673         | 30 giugno 2016    |
| 5          | 12 393 139      | Kingdom Death: Monster 1.5                                  | Kingdom Death/Adam Poots | Gioco da tavolo | 12 393       | 19 264         | 07 gennaio 2017   |
| 6          | 12 143 435      | Travel Tripod by Peak Design                                | Peak Design              | Design          | 2 429        | 27 168         | 13 dicembre 2019  |
| 7          | 11,385,449      | Critical Role: The Legend of Vox Machina Animated Special   | Critical Role            | Film            | 1 518        | 88 887         | 19 aprile 2019    |
| 8          | 10 266 845      | Pebble: E-Paper Watch for iPhone and Android                | Pebble Technology        | Design          | 10 266       | 68 929         | 18 maggio 2012    |
| 9          | 9 192 055       | The World's Best Travel Jacket with 15 Features \|\| BAUBAX | BAUBAX LLC               | Design          | 45 960       | 44 949         | 03 settembre 2015 |
| 10         | 8 808 136       | The Wyrmwood Modular Gaming Table: Coffee & Dining Models   | Wyrmwood Gaming          | Design          | 880          | 7 713          | 10 ottobre 2020   |

## Dispute sul brevetto
- Il 30 settembre 2011, Kickstarter compilò una richiesta di sentenza dichiarativa contro ArtistShare e FanFunded, che possiede il brevetto USA 7885887: "Metodi e apparati per finanziare e commercializzare un'opera creativa". KickStarter dichiarò che si riteneva in pericolo di poter essere bersaglio di una causa per violazione di brevetto da parte di ArtistShare, e chiese che il brevetto fosse invalidato, o che almeno la corte dichiarasse Kickstarter non passibile di violazione[77][78][79]. Nel febbraio 2012, ArtistShare e FanFunded risposero alle lamentele di Kickstarter compilando una mozione di rinuncia alla causa legale, asserendo che la violazione di brevetto non era mai stata minacciata, che «ArtistShare aveva semplicemente contattato KickStarter riguardo all'autorizzare la propria piattaforma, compresi i diritti di brevetto», e che «anziché rispondere alla richiesta di ArtistShare di una contro-proposta, Kickstarter aveva presentato questa causa legale»[80]. Il giudice ha stabilito tuttavia che il caso può proseguire. ArtistShare ha da allora risposto compilando una domanda riconvenzionale affermando che Kickstarter sta in effetti violando il loro brevetto[81].
- Il 21 novembre 2012, 3D Systems ha fatto causa a Formlabs e Kickstarter per aver violato il proprio brevetto di stampante 3D, brevetto USA 5597520. Formlabs aveva raccolto 2,9 milioni di dollari in una campagna Kickstarter per finanziare la propria stampante concorrente[82]. La compagnia ha dichiarato che Kickstarter ha causato "danni irreparabili" ai loro affari tramite la promozione della stampante Form 1, e incassando una quota del 5% sui finanziamenti[83].